# Force de police auxiliaire
Pour les articles homonymes, voir FPA.

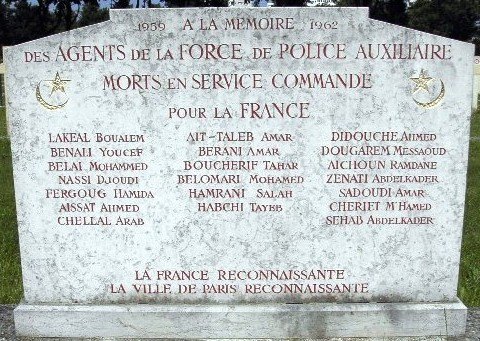
Stèle des 20 membres de la FPA tués en opération (carré militaire du cimetière parisien de Thiais).

La Force de police auxiliaire (FPA), plus communément appelée les « Harkis de Paris » ou encore les Calots bleus à l'époque de leur activité, était une unité de police formée de supplétifs algériens musulmans créée le 1er décembre 1959 pour lutter en France métropolitaine contre la Fédération de France du FLN qui pendant la guerre d'Algérie effectuait des attaques et attentats sur son sol. Elle fut dissoute le 30 juin 1962.

## Structure de commandement
Le préfet de police de Paris ratifie le 23 août 1958 l'arrêté de création du Service de coordination des affaires algériennes (SCAA). Sous la direction du cabinet du préfet, le SCAA coordonne à partir de cette date l'action des services - existants et nouveaux - spécialisés dans la lutte contre le nationalisme algérien. Outre le Service d'assistance technique aux Français musulmans d'Algérie (SAT-FMA) et la section de renseignement, le SCAA supervise les opérations d'unités actives : la Brigade des agressions et violences (BAV) et ses deux sections (enquêtes et voie publique), la 8e brigade territoriale (8e BT) de la police judiciaire, les équipes spéciales de district (composée de policiers en civil chargés de la surveillance des milieux musulmans), et à partir du 1er décembre 1959, la Force de police auxiliaire (FPA), appelée aussi Force auxiliaire de police (FAP).

## Création
La création de la FPA semble avoir été inspirée par l'utilisation massive des supplétifs algériens Harkis lors de la mise en place du plan Challe. Le 30 novembre 1959, alors que Maurice Papon est préfet de police de Paris, le Premier ministre Michel Debré décide de constituer une Force de police auxiliaire (FPA) composée de musulmans algériens volontaires qui sera commandée par le capitaine Raymond Montaner, Pied-Noir né à Boufarik,. La FPA qui devient opérationnelle à partir de mars 1960 dépend directement du Premier Ministre qui la met à disposition de la préfecture de police de Paris pour tous les aspects opérationnels. Elle est encasernée au fort de Noisy à Romainville où se trouve également le Service Action du Service de documentation extérieure et de contre-espionnage (SDECE), et où se trouve son commandement. Ses méthodes plus ou moins violentes, à la limite ou au-delà de la limite de la légalité, incluant la torture, sont couvertes par la hiérarchie policière et par le préfet de police . La FPA est dispersée dans les quartiers à forte implantation musulmane de Paris et s'attaque aux six hôtels connus pour leur appartenance au FLN, qui sont frappés d'une mesure de fermeture administrative.

## Organisation
L'unité commandée par le capitaine Montaner, assisté des lieutenants Pierre de Buxeuil de Roujoux et Loïc Le Beschu de Champsavin, a compté de 250 et 400 hommes répartis en 3 compagnies :
- une compagnie d'instruction et d'intervention stationnée au Fort de Noisy-le-Sec;
- une compagnie dans le 13e arrondissement de Paris;
- une compagnie dans le 18e arrondissement de Paris dont le PC du capitaine Montaner rue de la Goutte d'Or.

Les compagnies étaient articulées en huit sections d’une vingtaine de policiers, commandées par des Algériens.

## Mission
La mission assignée à la FPA comportait trois objectifs :
- protéger la population musulmane des exactions du FLN, lui redonner confiance et la rapprocher de l'administration dont elle était coupée ;
- contrecarrer la collecte des fonds qui procurait au FLN les moyens d'exister et de poursuivre son action en France et en Algérie ;
- désarmer le FLN et neutraliser ses filières d'approvisionnement.

## Méthodes
Outre le personnel en tenue de policier, de nombreux soldats sont chargés d'infiltrer le FLN et la plupart de leurs succès sont dus à cette infiltration. Présente dans les zones de forte implantation du FLN, elle montre à l'ensemble de la population algérienne de Paris que la toute-puissance du FLN a des limites. Alors que la police judiciaire ne lance ses coups de filet qu'après un long travail d'enquête ayant permis de mettre au jour un réseau, la FPA exploite immédiatement les renseignements obtenus, procède à l'interpellation des suspects et à leur interrogatoire en vue de remonter jusqu'à la tête du réseau. Les  interrogatoires font usage de la torture comme l'a dénoncé dès 1961 Paulette Péju dans son livre " Les harkis à Paris". Les raisons de son efficacité sont multiples mais la principale est structurelle : la police supplétive est la concentration, en une seule formation, de la presque totalité des procédés opérationnels de son service de tutelle. Elle regroupe à elle seule les trois volets de la stratégie ternaire. Outil de renseignement et d'action psychologique, elle infiltre efficacement les réseaux du FLN et organise des réunions de propagande dans les cafés arabes. Outil répressif, elle met sur pied des opérations de police dans la capitale (patrouilles et rafles). Outil de neutralisation, elle assure en outre le transfert des interpellés au centre d'internement de Vincennes, et veille, par l'intégration dans ses rangs, à la protection des individus menacés (souvent des anciens cadres du FLN ralliés ou des personnes ayant communiqué des renseignements). Également conçue comme une unité de lutte anti-terroriste et d'infiltration, la police auxiliaire voit ses pouvoirs légaux limités à ceux de la police municipale, ce qui, au lieu de lui ôter des prérogatives, lui confère au contraire une plus grande capacité opérationnelle, notamment en matière de contrôle dans les lieux publics. Néanmoins, cette unité est conçue pour opérer en toute légalité dans le cadre du SCAA (Service de coordination des affaires algériennes). En effet, l'exploitation des renseignements réunis par la police auxiliaire nécessite obligatoirement une validation judiciaire ce qui explique la participation conjointe de la BAV (Brigade des agressions et violences) ou de la 8e BT (Brigade territoriale) lors des perquisitions.
Les FPA obtiennent des succès rapides : dès le 21 mars 1960, trois membres du FLN sont arrêtés. Pendant la nuit du 23 au 24 mars, des descentes dans les hôtels et meublés de l'arrondissement, conduites en collaboration avec la BAV, permettent grâce aux indications fournies par un cadre frontiste, l'interpellation de six membres de l'OPA (Organisation politico-militaire du FLN) et la saisie de documents importants. Ces rafles obligent les cadres de l'organisation à quitter l'arrondissement. Bénéficiant de l'effet de surprise et d'informations préalables, le capitaine Montaner met immédiatement en place un réseau d'informateurs et donne une grande liberté d'action à chacun de ses chefs de sections pour obtenir un maximum de renseignements auprès des gérants d'hôtels. L'objectif des FPA est de disloquer l'organisation du FLN en arrêtant les responsables et en empêchant le prélèvement des cotisations. Ils parviennent à rallier les Algériens menacés de mort par le FLN et à recruter des indicateurs parmi les commerçants. La méthode utilisée par les hommes de Montaner est invariable : occupation d'hôtels habités par les travailleurs algériens, infiltration et recueil de renseignements, violences policières, tortures,. Dans les archives policières, Linda Amiri a retrouvé une plainte déposée par un Breton au teint mat, torturé pour qu'il avoue. Autrement dit, conclut Linda Amiri, toute personne au teint mat est soupçonnée de cotiser au FLN et susceptible de donner des informations.
Les indicateurs sont majoritairement des commerçants et des gérants d'hôtels : sur une liste de 7 indicateurs, dont la profession a pu être clairement identifiée par les officiers de la Force de police auxiliaire, 4 sont gérants de cafés-hôtels, 1 est épicier et 2 travaillent dans le secteur secondaire. En un mois, la désorganisation, qui s'accélère à partir du 23 avril 1960, affecte les structures locales du FLN dans le XIIIe arrondissement. La FPA travaille en liaison avec les officiers des SAT (Service d'assistance technique) implantés dans les différents quartiers connaissant une immigration algérienne : ils infiltrent le FLN jusqu'au plus haut niveau. Grâce aux arrestations, les indicateurs de la FPA et des SAT deviennent des cadres et informent de l'organigramme de la Fédération de France jusqu'au plus au niveau.
Les arrestations initiales, et les indications obtenues à leur suite, ont un effet accélérateur du démembrement, car la plupart des interpellations entraînent à leur tour des "dénonciations en chaîne". Dans la journée du 25 avril, trois sections de kasmas différentes ont été démantelées par l'exploitation de renseignements obtenus à la suite d'une arrestation unique. Le ralliement d'un chef de section a permis de localiser immédiatement, l'implantation de son unité et de connaître son chef de kasma, ainsi que ceux d'autres chefs de sections. Trois cadres subalternes du FLN se rallient et collaborent avec la police auxiliaire. Le chef de secteur du 14e arrondissement, sera intégré dans la FPA.

## Réaction du FLN
L'efficacité des FPA conduit rapidement le FLN à déclencher avec eux une guerre sans merci. Le poste de la Goutte d'Or est attaqué par deux groupes armés le jour même de son installation, le 20 novembre 1960, puis le 4 décembre. D'une façon générale, les postes et les cafés tenus par la FPA dans le 18e arrondissement sont la cible de commandos qui y subissent de lourdes pertes, mais en provoquent également chez l'adversaire.
La préfecture de police mettra en avant que pour contrer la FPA, le FLN a également recours, « à une campagne diffamatoire » dont le but serait d'émouvoir l'opinion publique et d'obtenir la dissolution de l'unité. Des informateurs du 6e secteur SAT (Service d'assistance technique) signalent l'ébauche d'une telle campagne. Ainsi, « des responsables frontistes et des militants bien choisis du foyer de Vitry - 45, rue Rondenay - ont reçu les consignes de déclarer dans les cafés et lieux publics qu'ils ont subi des exactions, ont été spoliés d'un portefeuille, d'une montre […] et ont été l'objet de violences de la part de la "police algérienne" ». À ce sujet, le colonel Pierre Le Goyet rapporte en 1989 une note que la Fédération de France du FLN aurait diffusé en septembre 1959 : « Pour ceux de nos frères qui seront arrêtés, il convient de préciser l’attitude qu’ils devront adopter. Quelle que soit la façon dont le patriote algérien sera traité par la police, il devra en toute circonstance, quand il sera présenté devant le juge d’instruction dire qu’il a été battu et torturé… Il ne devra jamais hésiter à accuser la police de tortures et de coups. Ceci a une très grande influence sur le juge et les tribunaux. ».

## Regroupement à Romainville
L'efficacité de la FPA, conclut Jean-Paul Brunet, a eu pour contrepartie l'emploi de moyens illégaux et moralement condamnables comme les arrestations et détentions arbitraires et la pratique systématique de la torture,. Ces méthodes sont dénoncées dans la presse de gauche, et ce sont peut-être ces protestations, mais aussi l'ouverture des premiers pourparlers d'Évian entre le gouvernement français et le GPRA à la fin du mois de juin 1961, qui aboutissent au regroupement des compagnies de FPA au Fort de Noisy à Romainville. Toujours est-il que les négociateurs français d'Évian présentent le regroupement des FPA comme un geste de bonne volonté de la France, en échange duquel le FLN annoncera l'arrêt des attentats contre les policiers français. Partisan de l'Algérie française et conseiller municipal de Paris, Bernard Lafay dénonce ce geste, alors que François Rouve, secrétaire du syndicat général de la police présente au conseil général de son syndicat le regroupement comme la réponse positive du gouvernement à l'une de leurs revendications. Il précise même « nous avons obtenu que les cars conduisant les supplétifs soient conduits par des chauffeurs auxiliaires supplétifs, et non par des chauffeurs de la police municipale. ».
Après une visite au fort de Noisy, Jean Viatte, Président de la Commission de vérification des mesures de sécurité publique, qui représente également Maurice Patin, président de la Commission de sauvegarde des droits et libertés individuels, termine son rapport en ces termes : « Le regroupement des forces supplétives et leur casernement à Noisy-le-Sec semblent avoir mis fin à certains excès antérieurs… ».
Regroupés au fort de Noisy, la FPA poursuit ses opérations offensives et participe à la répression de la manifestation du 17 octobre 1961.

## Bilan
Le bilan en 1960 des harkis de la région parisienne se monte à 300 arrestations, dont 70 tueurs, 3 chefs de zone et 2 fusils mitrailleurs, 17 pistolets mitrailleurs, nombreux pistolets, fusils de guerre, bombes, grenades, explosifs saisis. De juin à novembre 1961, la FPA a mis hors de combat 500 responsables importants du FLN, dont un chef de wilaya, 2 chefs de super-zones, 5 chefs de zones, 191 membres des groupes armés et 35 membres de l'organisation spéciale. Elle a également récupéré 650 armes automatiques, 150 grenades défensives, 40 bombes et plusieurs dizaines de kilos d'explosif.
La FPA a été particulièrement félicitée de son bilan en décembre 1961.
La FPA compte 27 tués au combat, 19 assassinés et 82 blessés. 20 d'entre eux reposent dans le carré militaire du cimetière parisien de Thiais. Leurs noms figurent sur les plaques commémoratives apposées dans la cour d'honneur de la Préfecture de police de Paris. Raymond Montaner, ancien Commandant de la FPA,  écrit à propos de ses hommes : « Au soir de ma vie, souvent lorsque l'amertume et la colère laissent en définitive la place au chagrin, j'aime aller au cimetière de Thiais. Telle est ma repentance qui durera jusqu'à mon dernier souffle. »
Le 1er avril 1961, après une attaque frontiste, une centaine de Harkis se livrent à une série d'actes de violences et de destructions. Les méthodes de la police et plus particulièrement des FPA en marge de la légalité sont à l'origine d'un différend opposant le garde des sceaux Edmond Michelet à Maurice Papon. Michel Debré donne raison à Papon et confirme que les Algériens peuvent être internés 15 jours avant que le procureur n'en soit informé. Il obtient également de la part de de Gaulle le renvoi de Michelet le 24 août.
La FPA fut dissoute le 30 juin 1962. Au moment de l'indépendance, « par la volonté expresse du Préfet Maurice Papon », selon le colonel Pierre de Buxeuil de Roujoux, ancien Commandant en second de la FPA, tous les hommes se sont vu confirmer leur nationalité française et offrir de rester dans les rangs de la préfecture de police. 304 sont intégrés dans la police et 150 y ont atteint la retraite, dont certains comme Commissaires de police ou Commandants de gardiens de la Paix. Certains trop compromis se verront remettre une nouvelle identité complète. 
Dans son livre Les chevaux du pouvoir, Maurice Papon rend hommage à la FPA, à son chef et à ses officiers :
« Il est vrai que des supplétifs tomberont sous les coups de l'OS, mais la discipline et la résolution des unités de cette force supplétive resteront exemplaires. Celui qui est devenu le commandant Montaner pourra être fier de ses officiers et de ses troupes comme de lui-même. Étroitement intégré à la préfecture de police, il aura en conduisant la FPA avec succès, honoré l'Armée à laquelle il appartient. »